# Sostegno
Sostegno ist eine italienische Gemeinde mit 733 Einwohnern (Stand 31. Dezember 2023) in der Provinz Biella (BI), Region Piemont. Sie liegt im Gebirgstal Valle Séssera und ist Teil der Verwaltungsgemeinschaft Comunità montana della Valle Séssera.
Die Nachbargemeinden sind Crevacuore, Curino, Lozzolo, Roasio, Serravalle Sesia und Villa del Bosco.

## Geographie
Das Gemeindegebiet umfasst eine Fläche von 18 km².

## Kulinarische Spezialitäten
In der Umgebung von Sostegno wird Weinbau betrieben. Das Rebmaterial findet Eingang in die DOC-Weine Bramaterra (ein Rotwein) und Coste della Sesia.